# كلود إليوت
كلود إليوت (بالإنجليزية: Claude Elliott)‏ هو لاعب كرة قاعدة أمريكي، ولد في 17 نوفمبر 1876 في بارديفيل في الولايات المتحدة، وتوفي بنفس المكان في 21 يونيو 1923.

## وصلات خارجية
- كلود إليوت على موقعبيزبول رفرنس.كوم (الدوري الرئيسي) (الإنجليزية)
- كلود إليوت على موقعبيزبول رفرنس.كوم (الدوري الثانوي) (الإنجليزية)